# 节日
节日，是生活中值得纪念的重要日子。

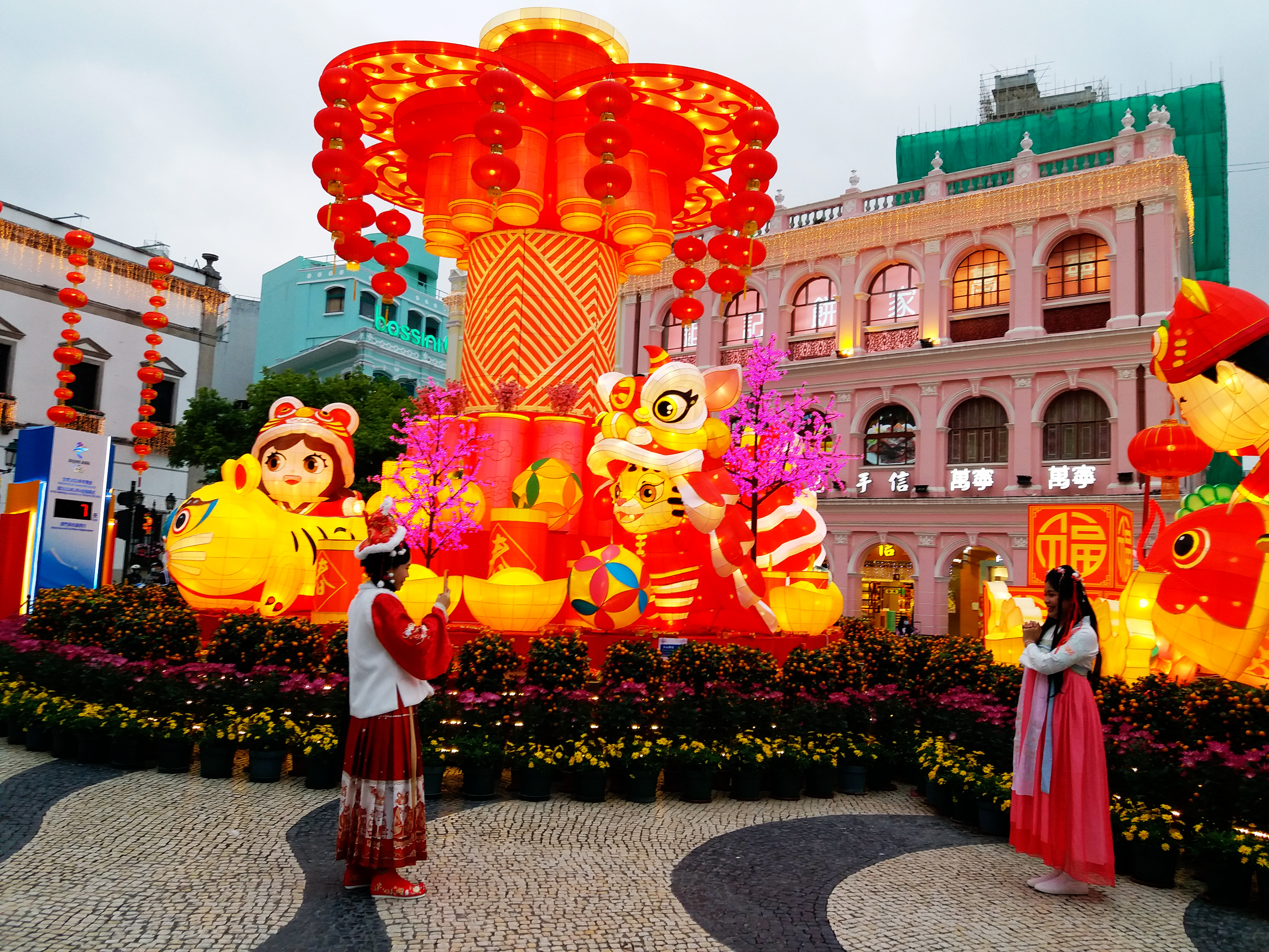
農曆新年

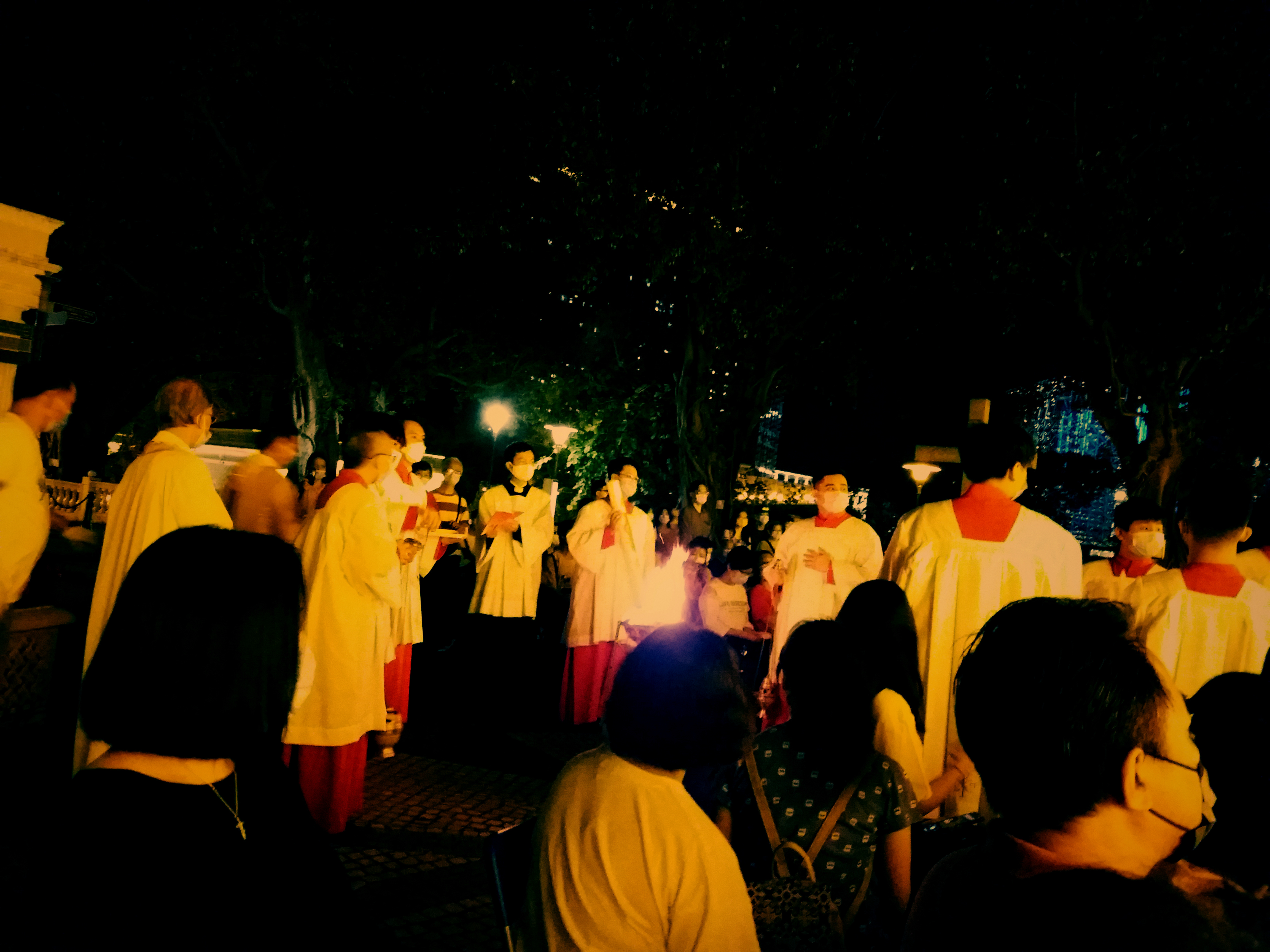
復活節

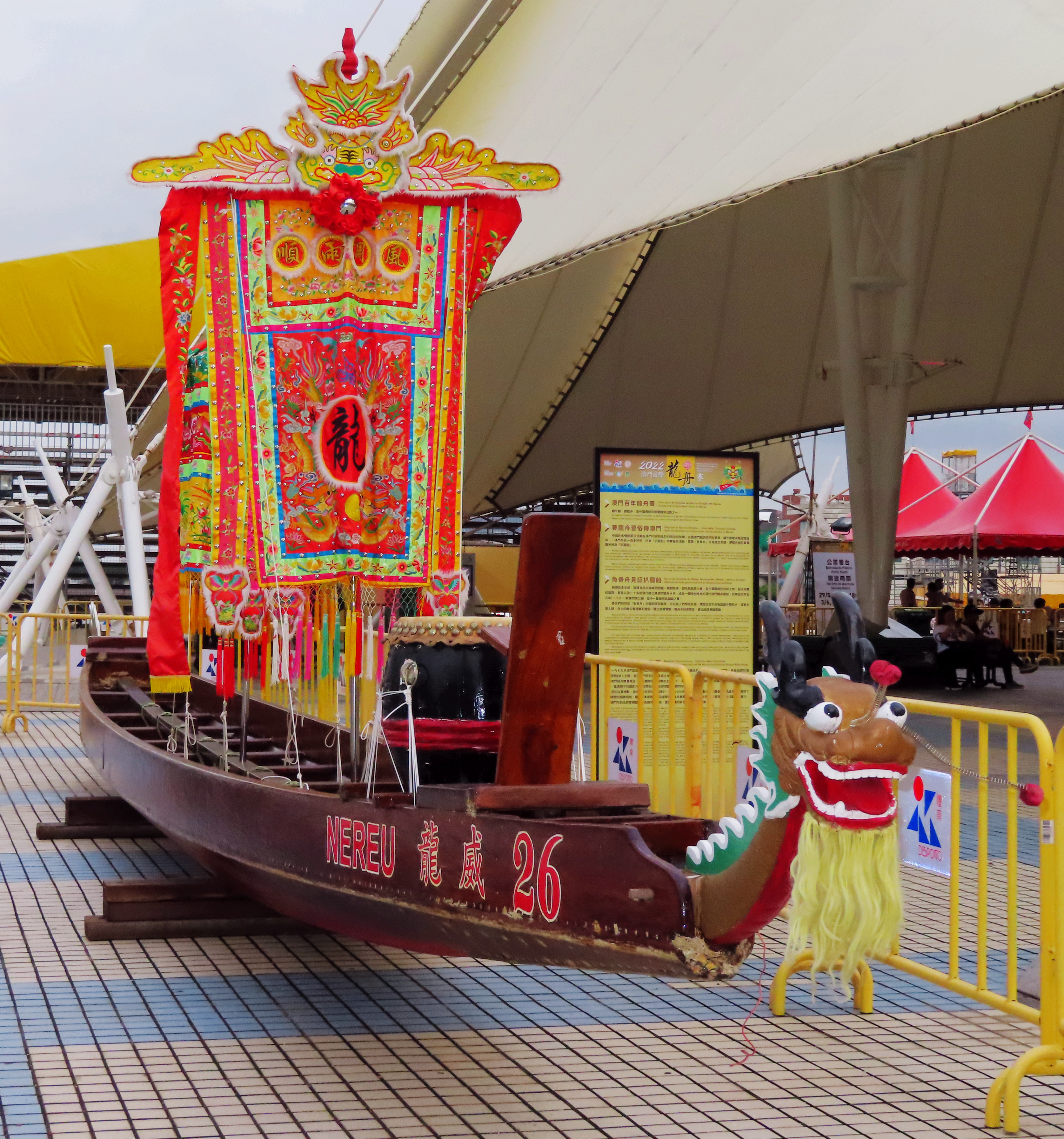
端午節

各民族和地区都有自己的节日。一些节日源于传统习俗，如東亞的春节，端午节、中秋节、清明节、重陽節等。有的节日源于宗教，比如圣诞节、復活节、佛誕等。有的节日源于对某人或某件事件的纪念，比如各國的国庆节等等。另有國際組織提倡的運動指定的日子，如勞動節、婦女節、母親節。
随着时间推移，节日的内涵和庆祝方式也在不斷变化。而現時節日經常與假日互相混淆，事實上大多數節日都沒有法定假期，如中國部分傳統節日如上元節、上巳節、七夕等皆非假期，而華人三大節日則都是假日。

## 歷史

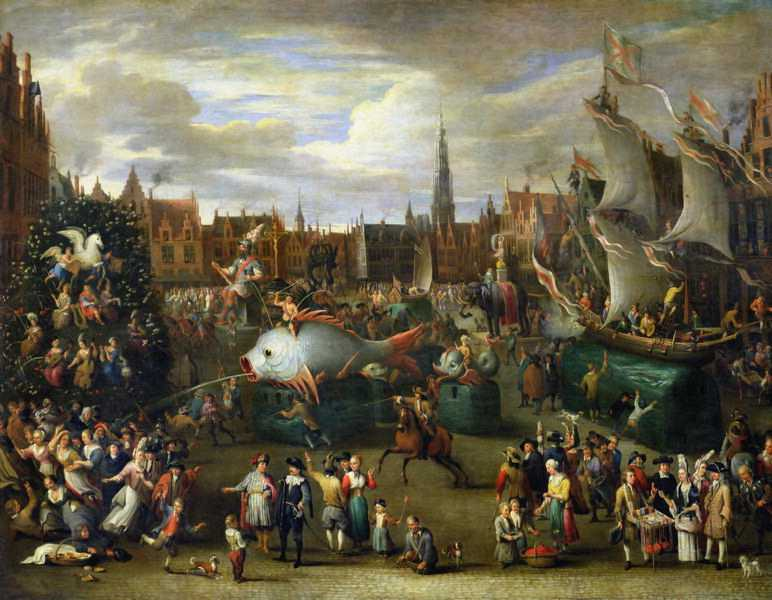
比利时安特卫普的人們慶祝節日，繪於17世紀

節日自古以來即在人類文化與歷史中占據重要地位，幾乎所有文化中皆有節慶的存在。節日在現代仍具意義，無論是在私人或公共領域、世俗或宗教生活中皆如此。
古希腊和古罗马社會對節日極為依賴，這些節日具有社群性與行政功能。例如羅馬的农神节可能對今日的聖誕節與嘉年華慶典產生影響。早期的節慶多與社交活動、宗教信仰或自然週期相關。有些特定節慶已歷數世紀而存，整體而言，節慶的發展可追溯數百年，例如迦納的某些傳統節慶甚至早於15世紀歐洲殖民時期。
節慶活動在第二次世界大戰後迅速興盛。如1947年創立的亞維農藝術節與愛丁堡藝穗節，對塑造現代節慶模式具有深遠影響。到了21世紀，藝術節慶逐漸嶄露頭角並成為主流。
當代的節慶活動除了保有其文化與社會功能，也常作為全球各地吸引遊客的方法。

## 傳統
許多節日的起源與宗教有關，文化與宗教透過節日緊密相連。重要的宗教節日包含圣诞节、猶太新年、侯丽节、開齋節、開齋節等節日多是標示一年的始末；而丰收节等則是慶祝節氣的變化。國家在戰爭中勝利或是重大建設也可以成為節日，例如古埃及法老拉美西斯三世為慶祝戰勝利比亚而新設節日。
世上有各式各樣的節日，多數國家會有傳統活動以慶祝重要的日子或是事件。大多數節日的高潮會與食用特定的食物連結，人們齊聚共食紀念節日。

## 種類
節慶的規模各異，從舉辦地點與參與人數來看，其範圍可能從地方性到全國性不等。例如，音樂節常常將來自不同背景的人群聚集在一起，使其同時具有地方性與全球性。然而，「絕大多數」的節慶都是地方性的、規模較小且具民眾性質的活動。節慶數量之多，也使得量化其總體數量變得非常困難。節慶之間的差異也極為顯著，遠超越神聖與世俗、鄉村與城市、民間與官方等二元對立的分類。

### 宗教节日
在許多宗教中，節日為紀念神明而有一系列活動。多數宗教節日在每年的固定日子慶祝，而逾越節、复活节等流動節日可能以陰曆、農曆等不同曆法決定日期。例如賽德節慶祝法老登基第30年，後每3或4年慶祝一次。
阿散蒂人多數傳統節慶皆與被視為神聖的公告地點（gazette sites）有關，這些地點通常保存著豐富且原始的生物資源。因此，這些年度節慶的舉行有助於維持這些自然保護區的活力，從而促進生物多樣性的保育。
伏都教節是貝南重要的宗教節日，亦吸引鄰近的多哥與加納等國參與，因為這些國家在文化與傳統上極為相似。該節日是因伏都教而舉行的節日。
在基督教的教會年曆中，有兩大主要節慶，即「主的誕生節」（聖誕節）與「主的復活節」（復活節）。此外，幾乎所有受基督宗教影響的國家都有主保聖人節，紀念當地的主保聖人。在天主教、東正教與聖公會的教會年曆中，一整年中還有大量的次等節日，用以紀念各位聖人、神聖事件或教義。在菲律賓，一年中每天至少都有一個宗教節日，其來源可能來自天主教、伊斯蘭教或本土信仰。 
印度教有許多宗教節日，如九夜節、侯丽节、拉瑪節、婦女齋戒節、排燈節、豐收節、卡爾蒂卡滿月節等。大多數印度教節日並非由所有印度教徒共同慶祝。 :226-227例如象神節，是為了紀念象頭神甘尼許而舉行的節日，雖然全印度皆慶祝，但在马哈拉施特拉邦特別盛大。:237節日期間，人們會供奉以陶土製成的甘尼許神像，並於當天或第1、3、5、7、10或第11天將神像沉入水中。這些公共慶典，包括遊行活動，皆由巴尔·甘格达尔·提拉克推動，以此展現印度教的民族主義認同，並在英國殖民統治時期促使印度教徒團結。 :237-238,698
佛教的宗教節慶，如佛牙節，在斯里蘭卡與泰國舉行。錫克教徒則慶祝光明節，以紀念新年與卡爾薩的誕生。
- 逾越節（1320年）
- 侯麗節（1788年）
- 伯利恆聖誕教堂舉行彌撒（1979年）
- 西班牙比列納的摩尔人、基督徒節日
- 印度的黑天聖誕節（英语：Krishna Janmashtami）

### 艺术节
藝術節為許多節日的總稱，齊下還可再細分音乐节、文學節、搖滾節等。菲律宾，每年2月被称为国家艺术月，是所有艺术节的高潮。现代音乐节模式始于1960至70年代，现已成为利润丰厚的全球产业，其前身可以追溯到11世纪。有些音乐节，如三合唱團音樂節，自17世紀起便舉辦至今。 
影展通常為一年一度，放映多部不同的電影。代表性的影展包括柏林国际电影节、威尼斯电影节和坎城影展。
- 俄羅斯亞歷山大·普希金詩節
- 法國坎城影展（2006年）
- 美國胡士托音樂節（1969年）

美食节是庆祝食物或饮料的活动，通常展出某地的特產。一些美食节专注于某种特定的食品，比如美国國家花生節或爱尔兰高威國際牡蠣節。
- 南非索韋托酒節（2009年）
- 侯麗節（2011年）
- 西班牙番茄大戰（2010年）
- 德國慕尼黑啤酒節（2013年）

### 季节性节日和丰收节
季节性节日，如貝爾丹火焰節，由阳历、阴历和季节决定，特别是因为季节循环对食物供应的影响，因此有各种各样的古代和现代的丰收节。春節是由陰曆決定日期，自冬至后的第二个新月开始。印度阿魯納查邦的阿帕塔尼人會於每年7月4至7日慶祝德里節，祈求豐收。
- 印度廟節（Temple Festival）
- 法國当代艺术博物馆天燈節
- 瑞典仲夏節之舞，安德斯·佐恩繪於1897年
- 日本七夕
- 澳洲雪梨皇家復活節展覽會遊行（2009年）
- 萬聖節傑克燈籠展現收穫與宗教節日的關聯

## 政治
學術文獻指出，節慶在功能上具有傳播政治價值與意涵的作用，例如對「地方所有權」的詮釋，這種詮釋會隨著節慶而轉變。此外，節慶也可視為一種文化產物，使市民得以實現某些「理想」，包括身分認同與意識形態的理想。節慶有時也被用來重塑或提升城市形象；而節慶的短暫性，使其影響往往是無形的，存在於名稱、記憶與人們的感知之中。在打破日常常規的同時，節慶也可能加強某些既有的社會、文化或經濟規範。

## 相關研究
- 節日生態學（英语：Festive ecology）：研究節日文化與生物象徵、生態間的關係
- 宗教節日學（英语：Heortology）：研究宗教、節日關聯，特別是基督教與古希臘宗教[35][36]

## 另見
- 習俗
- 贸易展览会
- 假期
- 節會

## 外部連結
- 维基共享资源上的相關多媒體資源：节日
- 维基词典中的词条「Festival」| 編輯維基數據鏈接 | 編輯維基數據鏈接                                             |
| ---------------- | ------------------------------------------------------------ |
| 国际             | - FAST                                                       |
| 各地             | - 西班牙 - 法国 - BnF data - 德国 - 以色列 - 美国 - 捷克 - 2 |
| 学术             | - AAT                                                        |
| 其他             | - 瑞士历史词典 - NARA                                        |